# المحروسة (جريدة)
المحروسة ، هي جريدة كانت تصدر قديماً تراس تحريرها عزيز زند، وكتب فيها الأديب المصري عبد الله النديم مقالات في وقته.